# أرونا دينداني
أرونا دينداني (بالفرنسية: Aruna Dindane)، من مواليد 26 نوفمبر 1980 في أبيدجان في ساحل العاج، لاعب كرة قدم من ساحل العاج.
بدأ مسيرته الكروية مع نادي أسيك ميموسا في عام 2000، وفي عام 2000 انتقل إلى نادي آندرلخت البلجيكي، ولعب معهم حتى عام 2005، وشارك معهم في 131 مباراة وسجل 50 هدف، ومنذ عام 2005 وللعب مع نادي لينس الفرنسي وانتقل إلى فريق لخويا القطري موسم 2010-2011 وأحرز بطولة دوري نجوم قطر معه وفي موسم 2011-2012 أبعدته الإصابة عن الفريق إلى حد الاسبوع 10 حيث لعب مباراة ضد فريق الخريطيات وفي الاسبوع 11 لعب ضد الريان وسجل هدف وبعد ذلك أصيب مما جعل الفريق يعيره للغرافة وأصيب مع الغرافة وعاد لفريقه لخويا وأعير لنادي السيلية موسم 2012-2013 وسينتهي عقده مع لخويا في نهاية موسم 2012-2013 وسجل أهدافا كثيرة في مسيرته مع الاندية القطرية.
و قد بدأ باللعب مع منتخب ساحل العاج لكرة القدم في عام 2000.

## روابط خارجية
- أرونا دينداني على موقع الاتحاد الدولي (مؤرشف)  (الإنجليزية)
- أرونا دينداني على موقع قاعدة بيانات كرة القدم.إي يو (الإنجليزية)
- أرونا دينداني على موقع ليكيب (الفرنسية)
- أرونا دينداني على موقع ناشيونال فوتبول تيمز (الإنجليزية)
- أرونا دينداني على موقع Soccerbase.com (لاعب) (الإنجليزية)
- أرونا دينداني على موقع Soccerway.com (الإنجليزية)
- أرونا دينداني على موقع عالم كرة القدم.نت (الإنجليزية)
- أرونا دينداني على موقع كووورة